# Agnes Jordan

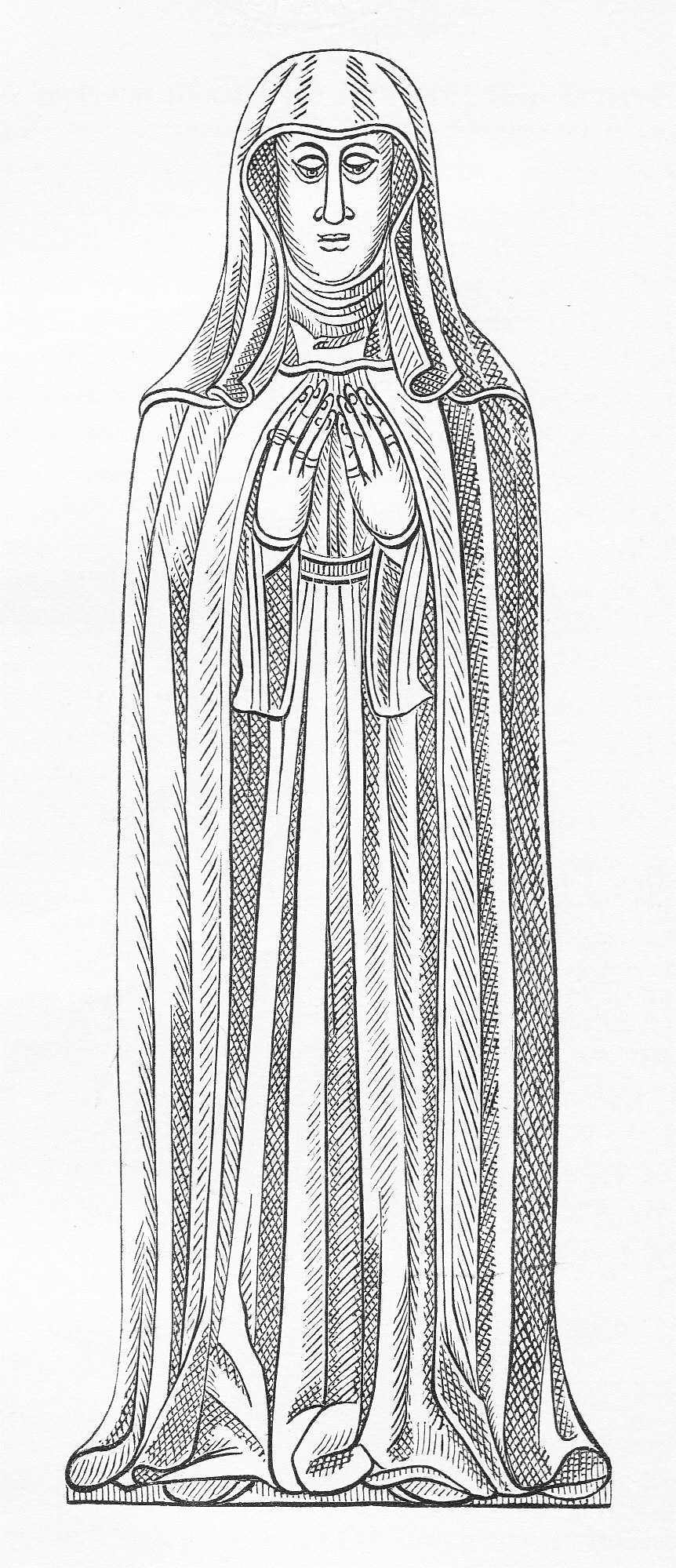
Grabplatte (Messing) Denham Church, Buckinghamshire

Agnes Jordan (* vor 1520; † 29. Januar 1546) war eine vorreformatorische Äbtissin von Syon Monastery. Sie musste am 25. November 1539 die Urkunde unterzeichnen, welche die Abtei auflöste und deren Eigentum auf den englischen König Heinrich VIII. übertrug. Sie war die Schwester von Isabel Jordayne, Priorin und spätere Äbtissin von Wilton Abbey.

## Leben
Jordans Geburtsjahr ist unbekannt. Über ihr Leben ist vor 1520 nichts bekannt, als sie als Nachfolgerin von Constance Browne (1518–1520), die im gleichen Jahr starb, zur Äbtissin von Syon Monastery gewählt wurde. 1530 gab Jordan den Druck von The Mirror of Our Lady in Auftrag. Zwischen November 1536 und dem 29. Oktober 1537 war sie Gastgeberin und Gefängniswärterin von Margaret Douglas. Douglas war wegen ihrer nicht genehmigten Heirat mit Thomas Howard in das Kloster verbracht worden.
Als sie Äbtissin wurde, waren die Ereignisse, die zur Auflösung der englischen Klöster führen würden, schon im Gange. 1534 wurde die Suprematsakte verabschiedet. Im Jahr darauf wurden die Nonnen von zwei Untersuchungskommissionen besucht, die sich mit dem Vermögen und der Moral des Klosters befassten. Syon war damals das reichste Nonnenkloster in England. Als 1534 die kleinen Klöster aufgelöst wurden, war Syon nicht direkt betroffen, aber es wurden die Äbtissin, die Priorin und zwei Nonnen des Benedictine house in Somerset aufgenommen.
Die Abtei Syon wurde am 25. November 1539 von Heinrich VIII. aufgelöst. Jordan war gezwungen, eine Kapitulationsurkunde zu unterzeichnen, die das Eigentum der Abtei an Heinrich VIII. übertrug, der das Gebäude kurz darauf zerstörte.
Ihr Testament wurde am 28. Oktober 1545 geschrieben und Jordan starb am 29. Januar 1546. Sie wurde am 9. Februar 1546 in Denham, Buckinghamshire, beigesetzt. Ihr Grabmal wird jetzt in der Denham Church aufbewahrt, Bucks und ihr Grabstein ist seitdem verloren gegangen, wahrscheinlich irgendwann zwischen 1840 und 1904. Der Grabstein lautete:

„Of your charitie pray for the soul of Dame Agnes Jordan, sometime Abbess of the monastery of Sion, which departed this life the 29th day of January in the year of our Lord God 1545. On whose soule Jesus have mercy. Amen!“

„Beten Sie von Ihrer Nächstenliebe für die Seele von Dame Agnes Jordan, früher Äbtissin des Klosters Sion, die am 29. Januar im Jahr unseres Herrn Gott 1545 aus diesem Leben schied. Auf deren Seele Jesus erbarme sich. Amen!“